# Alan Rickman
Alan Sidney Patrick Rickman, född 21 februari 1946 i Acton i London, död 14 januari 2016 i London, var en brittisk skådespelare och regissör. Rickman slog igenom i rollen som Vicomte de Valmont i en teateruppsättning av Les Liaisons Dangereuses 1985. Hans första filmroll var som den tyske terroristledaren Hans Gruber i Die Hard (1988). Rickman har även gestaltat sheriffen av Nottingham i Robin Hood: Prince of Thieves (1991), Elliott Marston i Quigley Down Under (1990), Jamie i Truly, Madly, Deeply (1990), P.L. O'Hara i Ett otroligt stort äventyr (1995), överste Brandon i Förnuft och känsla (1995), Alexander Dane i Galaxy Quest (1999), Harry i Love Actually (2003), Marvin den paranoida androiden i Liftarens guide till galaxen (2005) och domare Turpin i filmadaptionen av Stephen Sondheims musikal Sweeney Todd (2007). Rickman spelade också professor Severus Snape i Harry Potter-filmerna (2001–2011). Alan Rickmans sista filmroller var de som Frank Benson i Eye in the Sky (2015) samt som rösten till larven Absolem i Alice i Spegellandet (2016).
Rickman medverkade även i TV-produktioner och debuterade på TV då han gestaltade Tybalt i Romeo och Julia (1978). Han kom senare att spela titelrollen i TV-filmen Rasputin (1996) och huvudrollen som doktor Alfred Blalock i Something the Lord Made (2004). 

## Biografi
Alan Rickman föddes i en arbetarklassfamilj i Acton i London. När han var åtta år gammal, avled hans far till följder av cancer. Han studerade vid Royal Academy of Dramatic Art i London mellan 1972 och 1974.
Rickman TV-debuterade 1978 i TV-filmen Romeo & Juliet i rollen som Tybalt. Den inledande delen av Rickmans karriär tillbringade han främst på teaterscenen, bland annat med Royal Shakespeare Company, innan han erbjöds roller i TV-produktioner som The Barchester Chronicles (1982) och Vinnare och förlorare (1982). År 1985 spelade han rollen som Vicomte de Valmont i Les liaisons dangereuses. Rollen ledde till att Rickman nominerades till en Tony Award när uppsättningen togs till Broadway. En andra Tony-nominering kom 2002 för Broadway-uppsättningen av Private Lives.
Uppmärksamheten för teaterrollen som Vicomte de Valmont ledde även till att filmproducenten Joel Silver erbjöd Rickman rollen som skurken Hans Gruber i filmen Die Hard (1988), vilket blev hans långfilmsdebut och internationella genombrott. Han fick därefter spela en lång rad filmskurkar, däribland Sheriff George of Nottingham i Robin Hood: Prince of Thieves (1991), en roll som han vann en BAFTA Award för. Han spelade också rollen som Judge Turpin i Sweeney Todd (2007). 
Sina mjukare sidor fick Rickman tillfälle att visa i till exempel Truly Madly Deeply (1990) där han spelade älskare till Juliet Stevenson. Rollen ledde till att han nominerades till en BAFTA Award. Andra filmer som Rickman BAFTA-nominerats för är Ang Lees Förnuft och känsla (1995) och Michael Collins (1996). År 1996 spelade han titelrollen i TV-filmen Rasputin, en roll han belönades med en Golden Globe Award för följande år. En av Rickmans mer uppmärksammade roller är den som Severus Snape i de åtta Harry Potter-filmerna som spelades in mellan 2001 och 2011.
År 1997 debuterade Alan Rickman som regissör och manusförfattare med dramafilmen Vintergästen med Phyllida Law och Emma Thompson i rollerna. 2014 skrev och regisserade han sin andra långfilm A Little Chaos där han även själv spelade en av rollerna mot bland andra Kate Winslet.
Alan Rickman avled i sviterna av pankreascancer 2016.

### Privatliv
Rickman träffade sin livskamrat, politikern Rima Horton, i tonåren. Våren 2015 avslöjade han att de efter 50 års förhållande gift sig i hemlighet 2012 vid en enkel  ceremoni i New York.

## Filmografi i urval
- 1978 – Romeo och Julia (TV-film)
- 1988 – Die Hard
- 1989 – Januarimannen
- 1990 – Quigley Down Under
- 1990 – Truly, Madly, Deeply
- 1991 – Robin Hood: Prince of Thieves
- 1995 – Ett otroligt stort äventyr
- 1995 – Förnuft och känsla
- 1996 – Michael Collins
- 1996 – Rasputin (TV-film)
- 1997 – Vintergästen (endast regi och manus)
- 1999 – Galaxy Quest
- 1999 – Dogma
- 2000 – Hjälp! Jag är en fisk (röst)
- 2001 – Blow Dry
- 2001 – Harry Potter och de vises sten
- 2002 – Harry Potter och Hemligheternas kammare
- 2003 – Love Actually
- 2004 – Something the Lord Made
- 2004 – Harry Potter och fången från Azkaban
- 2005 – Liftarens guide till galaxen
- 2005 – Harry Potter och den flammande bägaren
- 2006 – Parfymen: Berättelsen om en mördare
- 2006 – Snow Cake
- 2007 – Harry Potter och Fenixorden
- 2007 – Sweeney Todd
- 2008 – Gyllene druvor från Montelena
- 2009 – Harry Potter och Halvblodsprinsen
- 2010 – Alice i Underlandet (röst)
- 2010 – Harry Potter och dödsrelikerna – Del 1
- 2010 – The Villa Golitsyn
- 2011 – Harry Potter och dödsrelikerna – Del 2
- 2013 – The Butler
- 2014 – A Little Chaos (även regi och manus)
- 2015 – Eye in the Sky
- 2016 – Alice i Spegellandet (röst)